# JR (artista)
JR (Parigi, 22 febbraio 1983) è un artista francese. Utilizza la tecnica del "collage" fotografico nell'ambito della produzione di monumentali installazioni di arte pubblica site specific.

## Biografia

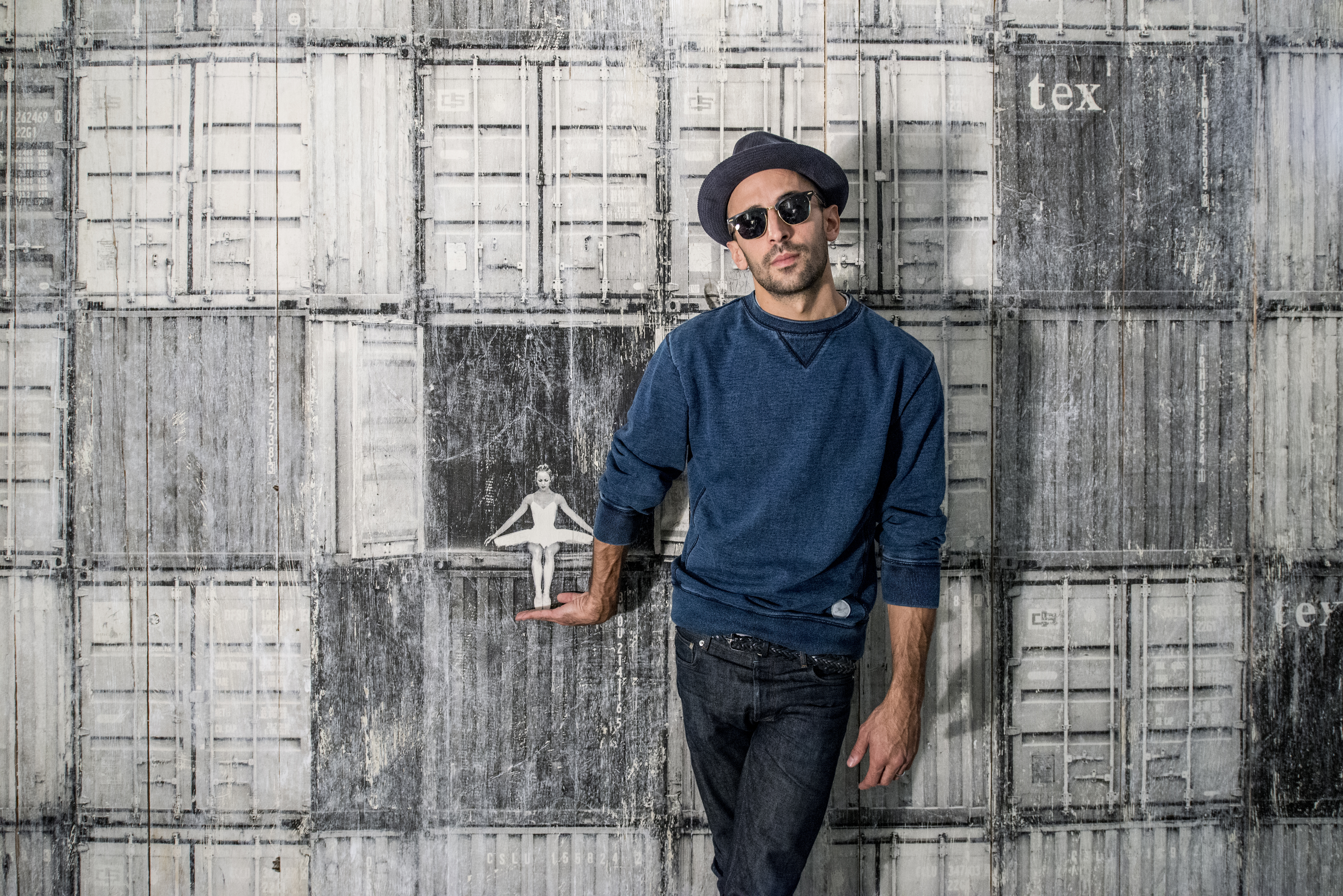

JR è cresciuto a Montfermeil coi genitori, i quali avevano uno stand al mercato delle pulci di porte de Clignancourt. Ha studiato al liceo Stanislas prima di cominciare la sua carriera nei graffiti. Lo pseudonimo rappresenta le iniziali del suo nome (Jean René) e allude al personaggio principale della serie americana “Dallas”, J. R. Ewing.
JR si definisce un "artivisto urbano". Dopo essere state esposte nelle città di cui sono originari i soggetti di JR, le immagini viaggiano da New York a Berlino, da Amsterdam a Parigi. È rappresentato dal gallerista Emmanuel Perrotin in Francia (Rue Turenne, Parigi), a Hong Kong e a New York, da Magda Danysz in Cina, e da Simon Studer Art in Svizzera. Durante alcune mostre, offre ai visitatori il loro ritratto su un poster grazie a una gigante cabina fotografica. Lavora con un'équipe di una quindicina di persone tra Parigi e New York.

## Carriera
Dopo aver trovato una fotocamera nella metropolitana parigina nel 2001, percorre l'Europa all'incontro di persone o artisti che si esprimono sui muri, nei seminterrati o sui tetti di Parigi. Nel 2004 JR realizza l'esposizione Toit e Moi (Il tetto ed Io), con l'associazione di Prune Nourry. Le sculture di Nourry erano messe sui tetti parigini e fotografate da JR. Dal 2004 al 2006, realizza Portrait d'une Génération (Ritratto di una Generazione), ritratti di giovani che vivono nella periferia di Parigi esposti in formato gigante sui muri del quartiere popolare Les Bosquets a Montfermeil. Questo progetto prima illegale diventa ufficiale quando il municipio di Parigi espone le foto di JR sui suoi edifici. Già in questi primi progetti, l'artista afferma voler portare l'arte nella strada: "Ho la più grande galleria d'arte al mondo: i muri del mondo intero. Così richiamo l'attenzione di quelli che non frequentano abitualmente i musei".
Nel 2005, partecipa come fotografo di scena al lungometraggio di Kim Chapiron (Kourtrajmé) con Vincent Cassel e incontra tra l'altro Shepard Fairey, Blu, Zevs, Blek le rat, Influenza, The London Police per fare uno reportage sugli attivisti urbani internazionali. Durante l'anno 2007, con Marco, realizza Face 2 Face, "la più grande espo foto illegale mai creata". JR mostra ritratti giganti di israeliani e palestinesi con i visi esposti in 8 città di tali Paesi e sui due lati del muro di separazione. Appena ritornato a Parigi, espone di nuovo incolla questi ritratti sui muri della capitale francese. Per JR, quest'azione artistica è prima di tutto un progetto umano: "Gli eroi del progetti sono tutti coloro che dai due lati del muro, mi hanno autorizzato ad esporre immagini sui loro muri".
Nel 2008, JR copre i muri esterni della favela Morro da Providencia a Rio de Janeiro con foto di visi e sguardi di donne. "Questo è un progetto realizzato con pochi mezzi come la favela. Ci siamo adattati all'ambiente in questo universo dove i tetti delle case sono di plastica e le pistole dei bambini di acciaio. Ci siamo riusciti in questo groviglio fatto di vie scoscese, case traballanti, fili elettrici volanti e tiri d'arma che attraversano le abitazioni", ha detto JR. Fino al 2010, l'artista prosegue questo progetto nel mondo (Sierra Leone, Liberia, Kenya, India e Cambogia). JR decide di fare di questo progetto un film documentario intitolato Women are heroes. Nel 2010, il film è selezionato alla Semaine de la Critique in associazione con la Selezione Ufficiale del Festival di Cannes e concorre per la Caméra d'or. Il progetto Women are heroes ha contribuito al conseguimento del TED prize da JR nel 2011. Nel 2014, uno sguardo di donna è incollato su un porta-container a Le Havre e viaggia fino alla Malesia.
Nel 2008, JR inizia il progetto Wrinkles of the City che tende a rivelare la storia e la memoria di un paese attraverso le rughe degli abitanti di diversi paesi. L'artista ha scelto città che hanno conosciuto sconvolgimenti come Cartagena in Spagna, Shanghai, Los Angeles, Berlino o Istanbul. Nel 2012, accompagnato dal pittore José Parla, JR porta Wrinkles of the City in La Havana. Nel settembre 2010, su invito del Festival Images (Vevey, Svizzera), JR comincia il progetto Unframed. Per la prima volta nel suo percorso artistico, JR non utilizza le sue immagini ma quelle della grande Storia della fotografia. Dopo aver ottenuto l'autorizzazione dei diversi aventi diritto, JR ingrandisce foto prese da Robert Capa, Man Ray, Gilles Caron o Helen Levitt, e le espone sulle facciate degli edifici di Baden Baden, Marsiglia, Sao Paulo, Grottaglie in Italia e Washington D.C. Nell'agosto 2014, JR è invitato a lavorare sulla parte abbandonata di Ellis Island. Quest'isola, accanto alla Statua della Libertà, è un simbolo, essendo il punto d'entrata storico negli Stati Uniti di circa 12 milioni d'immigranti, dal 1894 al 1954. Sulla parte sud dell'isola, l'ospedale che riceveva i nuovi arrivanti malati è rimasto all'abbandono dal 1954. JR ha esplorato gli archivi e creato una ventina di “collage” negli edifici pieni di storie.
Il 2 marzo 2011, durante la conferenza TED a Long Beach in California JR è invitato a creare un progetto d'arte partecipativo globale, l'Inside Out Project (IOP). Ispirato dai suoi "collage" in grande formato nelle strade, il concetto del progetto è di dare a ciascuno la possibilità di condividere col mondo intero il proprio ritratto e messaggio. Inside Out offre agli individui e i gruppi nel mondo un nuovo mezzo di fare passare un messaggio. Tutti possono partecipare e sono sfidati a usare i ritratti per condividere le storie delle persone nella loro comunità. Le azioni sono documentate, archiviate e messe sul web. Più di 300.000 posters sono già stati spediti in più di 130 paesi nel mondo dal marzo 2011 fino a oggi. Le cabine fotografiche Inside Out portano il progetto nelle strade e offrono al pubblico la possibilità di partecipare istantaneamente e gratuitamente. Decine di migliaia di ritratti sono stati stampati in queste cabine fotografiche situate dappertutto nel mondo, in luoghi come il Centro Pompidou a Parigi, a Londra e Amsterdam, in Giappone, a Dallas, ad Arles per le Rencontres Photographiques e in diverse città israeliane e palestinesi, ad Abu Dhabi e nella Galleria Emmanuel Perrotin a Parigi. Nel giugno 2014, copre la navata interna del Pantheon e il telone sul duomo di 4000 volti durante il rifacimento dell'edificio. Non ha percepito nessun compenso per quest'opera. Il suo budget gli serve soltanto a pagare la sua équipe e guadagna denaro unicamente col suo lavoro venduto in gallerie.
Nell'aprile 2014, JR presenta la prima di Les Bosquets, il balletto creato in collaborazione con il New York City Ballet con una musica originale da Woodkid e con il ballerino Lil Buck. Per il suo esordio come coreografo, JR ha riunito 42 ballerini sulla scena. Basandosi sulla rappresentazione del balletto, JR dirige un cortometraggio che ci immerge nella comunità di Les Bosquets a Montfermeil, uno luogo dove l'arte, l'agitazione sociale e il potere dell'immagine si intrecciano. Su una musica da Pharrell Williams, Hans Zimmer e Woodkid, JR mostra come il desiderio di esistere in questi quartieri può aiutare a combattere la precarietà e a creare bellezza dove non c'è più speranza. Nel 2015, JR gira il film ELLIS, un omaggio agli immigrati passati da Ellis Island. Questo cortometraggio scritto da Eric Roth ha come unico attore Robert de Niro e la musica è di Woodkid, suonata da Nils Frahms. Il film immaginario fa ricorso alla memoria collettiva. Ellis Island era la porta d'entrata negli Stati Uniti per milioni di immigranti, un purgatorio nell'ombra della statua della libertà, dove migliaia di uomini, donne e bambini hanno aspettato di conoscere la loro sorte. ELLIS racconta la storia di questi immigranti che hanno costruito l'America, mentre solleva il problema di coloro che cercano le stesse opportunità oggi, negli Stati Uniti e nel resto del mondo. Il cortometraggio è  al centro di un caso di plagio, sollevato dalla sceneggiatrice italiana Stefania Rossella Grassi sul quotidiano online indipendente Lettera43. Stefania Rossella Grassi, dopo aver denunciato per truffa aggravata Danilo Mezzetti (in arte Mattei), l’intermediario che le aveva preso 6mila dollari per portare la sua opera a Robert De Niro, ha denunciato i rappresentanti dell’attore Peter Grant e Josh Lieberman, e querelato De Niro.

## Critiche

### Positive
Il 1 ottobre 2009, nel giornale Le Monde, Martine Valo parla del lavoro di JR come un "rivelatore d'umanità". Il 15 ottobre 2010, durante una trasmissione alla radio di San Diego, l'artista Shepard Fairey afferma: "JR è attualmente l'artista di strada più ambizioso".

### Negative
Nel marzo 2014 Jean-Max Colard, scrivendo in Les Inrockuptibles, qualifica la sua installazione al Pantheon come demagogica.

## Premi
Il 20 ottobre 2010 JR vince il premio TED per l'anno 2011 per il quale riceve 100 000 dollari accompagnati dal desiderio di "cambiare il mondo". Usa questo denaro per creare Inside Out, un sito Internet che permette di fare stampare e ricevere ritratti di se stesso e della sua comunità che poi devono essere fissati ai muri per creare un'installazione totale. Alla fine del 2015, 300.000 persone da 130 paesi differenti avevano fatto un'azione Inside Out. Nel 2013, JR vince il premio dell'UNESCO e dell'ordine degli architetti. Il film Faces, diretto da Gérard Maximin, sul progetto Face2Face fatto da JR e Marco è stato premiato parecchie volte.

## Progetti
- Expo2Rue: con questo progetto, l'artista di strada JR comincia a incollare fotocopie delle sue fotografie sui muri, usando le strade come una galleria aperta a tutti.
- 28 Millimetri[26]: "Vorrei portare l'arte nei luoghi più improbabili, creare con le comunità locali progetti così grandi che forzeranno le persone ad interrogarsi. Tentare, nelle zone di tensione come il Medio Oriente o il Brasile che sono al centro dell'attenzione, di creare immagini che offrono altri punti di vista che quelli riduttivi dei media globali."[27]
- Ritratto di una generazione: Il progetto Ritratto di una Generazione è la prima tappa di 28 Millimetri. Dopo una prima mostra non autorizzata sui muri della Cité des Bosquets, JR lavora nel centro di questo quartiere e nel quartiere vicino della Forestière a Clichy-sous-Bois, dove si sono svolte le sommosse del 2005 nella periferia di Parigi[28].
- Face2Face: il progetto Face2Face[29] è un progetto artistico partecipativo (il cui scopo è di oltrepassare gli stereotipi e pregiudizi. Uomini e donne israeliani e palestinesi che hanno lo stesso mestiere, hanno accettato di piangere di gioia, di gridare e di fare smorfie davanti all'obiettivo fotografico di JR. I 41 ritratti realizzati sono stati esposti faccia a faccia in formati monumentali sui due lati del muro di separazione e in diverse città dei dintorni. Il film Faces realizzato da Gérard Maximin racconta l'azione fatta in Medio Oriente da JR e Marco.
- Inside Out: Il progetto Inside Out è stato creato da JR quando ha vinto il premio TED per l'anno 2011 per il quale riceve 100 000 dollari accompagnati dal desiderio di "cambiare il mondo"[30]. Utilizza questo denaro per creare Inside Out, uno sito Internet che permette di fare stampare e ricevere ritratti di se stesso e della sua comunità che poi devono essere esposti sui muri per creare un'installazione totale. Dal 2011 al 2015, 300 000 persone da 130 paesi differenti hanno fatto un'azione Inside Out.
- Women Are Heroes: JR ha voluto rendere omaggio a quelle persone che hanno uno ruolo essenziale nelle nostre società, ma sono le principali vittime di guerre, crimini, stupri, o fanatismi politici e religiosi. Presenta queste donne che vivono quotidianamente in contatto con la morte, che ridono e piangono, delle donne generose che non possiedono nulla ma che danno tutto, che portano un passato doloroso e la voglia di costruire un futuro felice. Cercando il punto comune nei loro sguardi, JR tenta di trovare l'elemento universale : l'umano. Questo progetto gli permette di mantenere la promessa che ha fatto alle donne: fare viaggiare la loro storia[31], mostrare al mondo che esistono e ridare loro uno spazio nella società. Realizza un lungometraggio costituito d'immagini della produzione delle foto, dell'installazione dei ritratti di queste donne negli spazi urbani e della reazione degli abitanti. Viene selezionato al Festival di Cannes 2010[32], rappresentato durante la Semaine de la Critique e in competizione per la Camera d'Oro.
- The Wrinkles of the City: JR fotografa e incolla sui muri di diverse città ritratti degli abitanti più anziani che incarnano la memoria della città marcata dalle cicatrici della storia, dell'espansione economica e delle mutazioni socioculturali[33]. Nel 2008, il progetto è realizzato a Cartagena in Spagna. Nel 2010-11, espone a Shanghai, Cina durante la biennale d'arte contemporanea al Museo delle Belle Arti. Poi seguono Los Angeles, La Havana, Berlino e Istanbul.
- Unframed: nel Settembre 2010, su invito del Festival Images di Vevey, JR inizia il progetto Unframed. Per la prima volta nel suo percorso artistico, JR non utilizza le sue immagini ma quelle della grande Storia della fotografia. Dopo aver ottenuto l'autorizzazione dei diversi aventi diritto, JR ingrandisce foto prese da Robert Capa, Man Ray, Gilles Caron o Helen Levitt, e le espone sulle facciate degli edifici di Baden-Baden, Marsiglia, Sao Paulo, Grottaglie e Washington. Il metodo mischia reinterpretazione e ricontestualizzazione di icone della storia della fotografia. Installa un minareto di 50 metri di altezza sul vecchio mulino un anno dopo l'accettazione dell'iniziativa popolare "Contro la costruzione di minareti".
- The wound (La ferita), realizzata nel 2021 per la facciata di Palazzo Strozzi a Firenze.

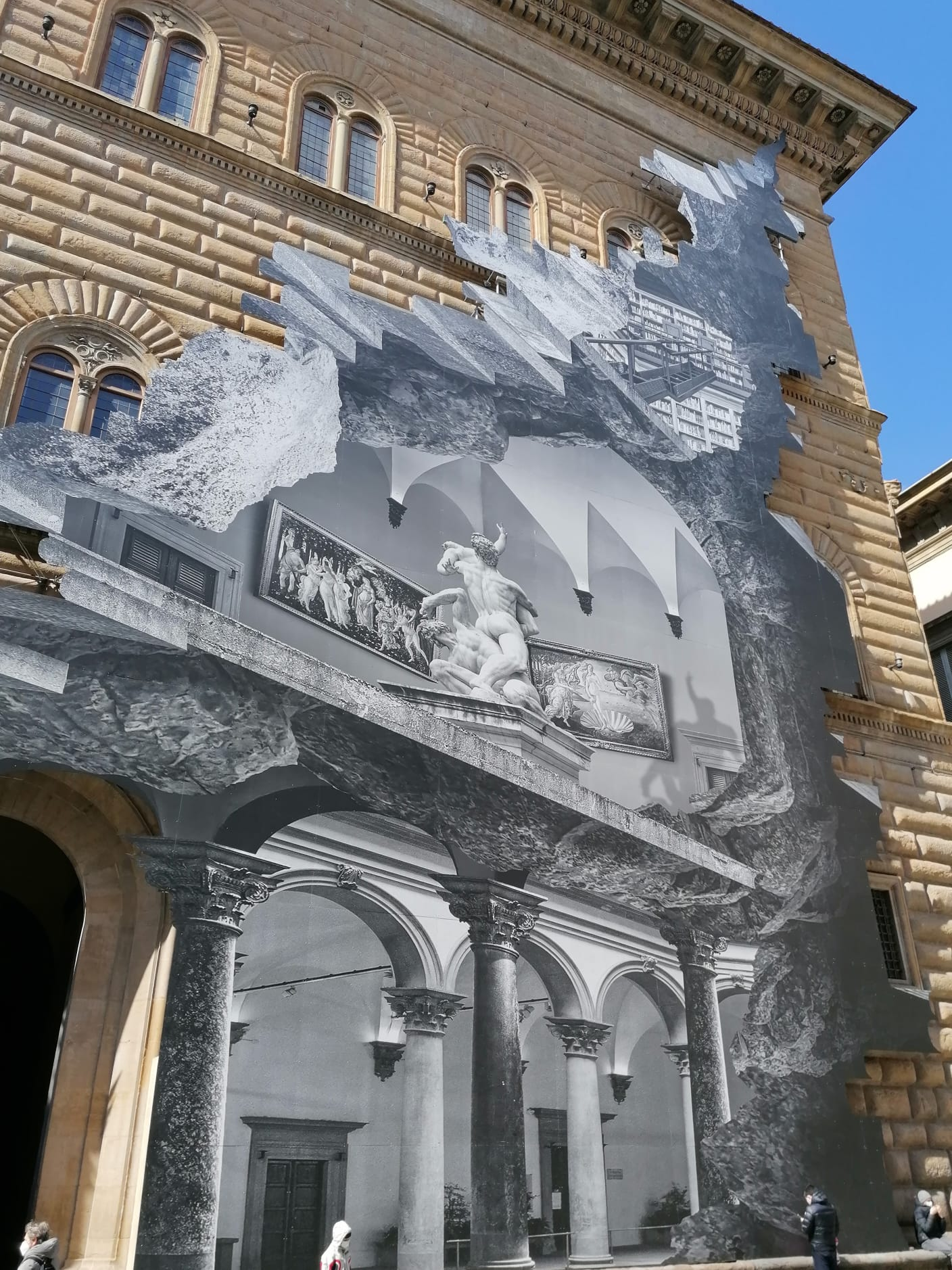
La ferita, riflessione sull’accessibilità ai luoghi della cultura nell’epoca del Covid-19

## Esposizioni[34]
- 2003 
La Loge, Parigi, Francia
- 2004
The Arcade, Manhattan, New-York, Stati Uniti
- 2005
Les Muses, Parigi, Francia
Montanashop, Barcelona, Spagna
CircleCulture, Berlino, Germania
- 2006
Wuppertal, Germania
11 Spring, Manhattan, New York, Stati Uniti
Murs de l'Espace des Blancs Manteaux, Parigi, Francia
Parvis de l'Hôtel de Ville, Parigi, Francia
Murs de la Maison Européenne de la Photographie, Parigi, Francia
- 2007
Artcurial, Parigi, Francia
Biennale di Venezia, Arsenale, Italia
Foam - Museo della Fotografia, Amsterdam, Paesi Bassi
Rencontres d'Arles, Arles, Francia
Artitud, Berlino, Germania
- 2008
Tate Modern, Londra, Inghilterra
Bruxelles, Belgio
Cartagena, Spagna
Rath Museum, Ginevra, Svizzera
28 MM alla Galleria Lazarides, Londra, Inghilterra
- 2009
Pavillon de l'Arsenal, Mairie du 4e, Île Saint-Louis, Parigi, Francia
Rencontres de la photographie, Arles, Francia
Casa França Brazil, Rio de Janeiro, Brasile
- 2010
Biennale d'Arte Contemporanea, Shanghai, Cina 
Galleria Magda Danysz, Shanghai, Cina
Festival Images, Vevey, Svizzera
Museo d'Arte Contemporanea, San Diego, Stati Uniti
Pop up Gallery, Downtown, Los Angeles, Stati Uniti
Galleria Springmann, Düsseldorf, Germania
Film Women are Heroes al Festival di Cannes, 18 maggio, Francia
Festival Images, Istanbul, Turchia
Rillieux-la-Pape, Francia
- 2011
Rencontres d'Arles, Arles, Francia
Galleria Emmanuel Perrotin, Parigi, Francia
"Emirati Expressions", Abu Dhabi
Centre Georges Pompidou, Parigi, Francia
Miami Art Basel, Galleria Emmanuel Perrotin, "Wall and Papers", Miami, Stati Uniti
MOCA Museum, Los Angeles, Stati Uniti
TED prize
- 2012
Festival Images, Vevey, Svizzera
Galleria Emmanuel Perrotin, Hong Kong
- 2013
Happy Birthday 25 anni della Galleria Perrotin al Tri Postal, Lille, Francia 
Lazarides Rathbone, Londra, Inghilterra
Unseen Photo Fair, Amsterdam
Contemporary Arts Center, Cincinnati, Stati Uniti
Bryce Arts Center, New York, Stati Uniti
La Friche Belle de Mai, Marsiglia, Francia
Springmann Gallery, Berlino, Germania
Museo Watari-Um, Tokyo, Giappone
- 2014
Dallas Contemporary, Dallas, Stati Uniti
Frieder Burda Museum, Baden Baden, Germania
Galleria Magda Danysz, Shanghai, Cina
- 2015
HOCA, Hong Kong
Galleria Emmanuel Perrotin, Hong Kong
Centro d'arte contemporanea di Malaga, Spagna
Galleria Emmanuel Perrotin, Parigi, Francia
Tri Postal, Lille, Francia
Nuit Blanche, Toronto, Canada
- 2023 
9/02/23-16/07/23 Gallerie d'Italia, Torino

## Pubblicazioni
- Carnet de Rue, Éditions Free Presse, 2004
- Portrait d'une Génération, Éditions Alternatives, 2005
- Face 2 Face, Éditions Alternatives, 2007
- Outsiders, Art by People, compiled by Steve Lazarides, Éditions Century, 2008
- JR / 28 Millimeters, a journey through JR's 28 mm projects, Éditions Lazarides Gallery, Londres, 2008
- Los Surcos de la Ciudad, Drago, 2008
- JR, Éditions Pyramyd, 2009
- 28 Millimètres, Women are Heroes by JR, Éditions Alternatives, 2009
- Qu'est ce que la photographie, Beaux Arts / TTM Éditions, 2009
- 60 Innovators Shaping our Creative Future», Éditions Thames & Huston, 2009
- Beyond the Street: «The 100 Leading Figures in Urban Art », Éditions Gestalten, 2010
- Design&Designer, Éditions Pyramyd, no 075, 2010
- Hors Série #4 Trois Couleurs, Numéro Spécial JR, Édité par MK2, 2010
- 28 Millimètres, Women are Heroes by JR, Éditions Alternatives, 2e Édition, 2010
- Wrinkles of the City - Shanghai, Drag, 2010
- Artocratie en Tunisie, JR + Marco Berrebi, Éditions Alternatives, 2011
- Wrinkles of the City - La Havana, JR + José Parlá, Damiani & Standard Press, 2012
- Wrinkles of the City - Los Angeles, JR + Louise Berrebi, Drago, 2013
- Instaphotographers 2014, JR et 49 autres photographes instagrameurs. Jérémy Leclerc, 2014
- Wrinkles of the City, Gallimard, coll. «Arts urbains - Alternatives», 2015
- JR: Can Art Change the World?, Phaidon, 2015